# Chevrolet Corsica
Der Chevrolet Corsica war eine von 1987 bis 1996 produzierte Frontantrieb-Limousine der Mittelklasse des amerikanischen Automobilherstellers General Motors, der unter der Automobilmarke Chevrolet vertrieben wurde. 
Der Corsica basierte wie auch das zweitürige Coupé Chevrolet Beretta auf der L-Plattform von General Motors. 

## Modellgeschichte
Im Sommer 1987 führte Chevrolet die Modelle Beretta und Corsica als Nachfolger des Chevrolet Citation ein. Der Corsica war eine viertürige Stufenhecklimousine mit einer leichten Keilform-Silhouette, anfangs nur in einer einzigen Version erhältlich und von einem Zweiliter-Vierzylinder-Reihenmotor oder einem 2,8-Liter-Sechszylinder-V-Motor angetrieben. 
1989 erschien als zusätzliches Modell der Corsica LTZ mit einem serienmäßigen V6-Motor sowie einem Sportfahrwerk. 

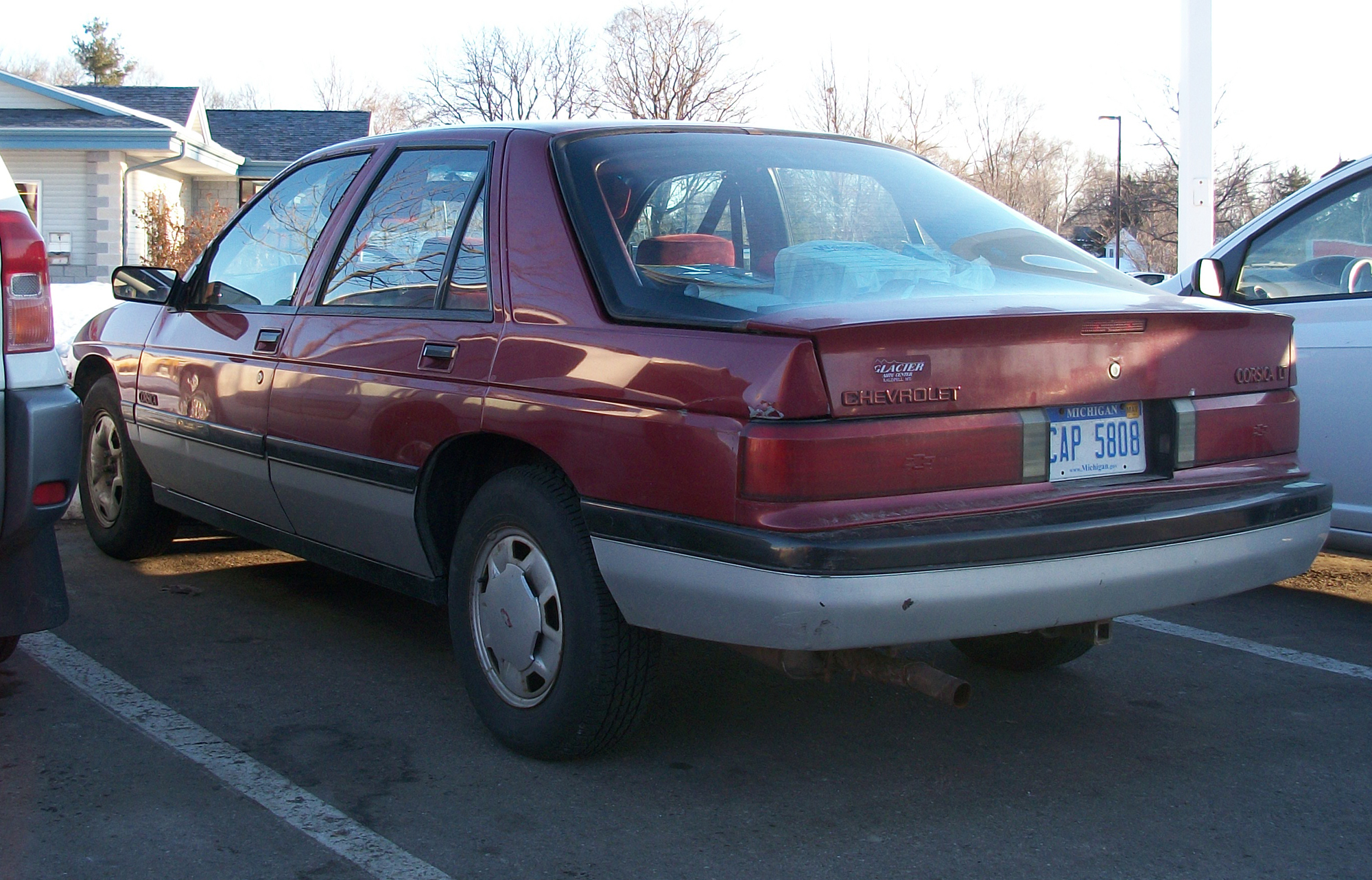
Chevrolet Corsica Liftback (1990–1992)

1990 wurde die Leistung des Vierzylinders im Basismodell von 91 auf 96 PS erhöht, der V6 von 127 auf 137 PS. Neben der viertürigen Limousine kam eine fünftürige Schrägheckvariante mit großer Heckklappe ins Programm, die sich allerdings nur mäßig verkaufte und bereits 1992 gestrichen wurde. 
1991 wurde das bisherige 2,0-Liter-Aggregat durch einen 2,2-Liter-Reihenvierzylinder mit unverändert 96 PS ersetzt, der 2,8-Liter durch einen 3,1-Liter-V6. Ein Fahrerairbag ergänzte die Serienausstattung. Der Corsica LTZ entfiel ersatzlos. Das Basismodell wurde in Corsica LT umbenannt. 
1992 erhöhte sich die Leistung des Vierzylinders dank Mehrpunkt-Einspritzung auf 112 PS. 

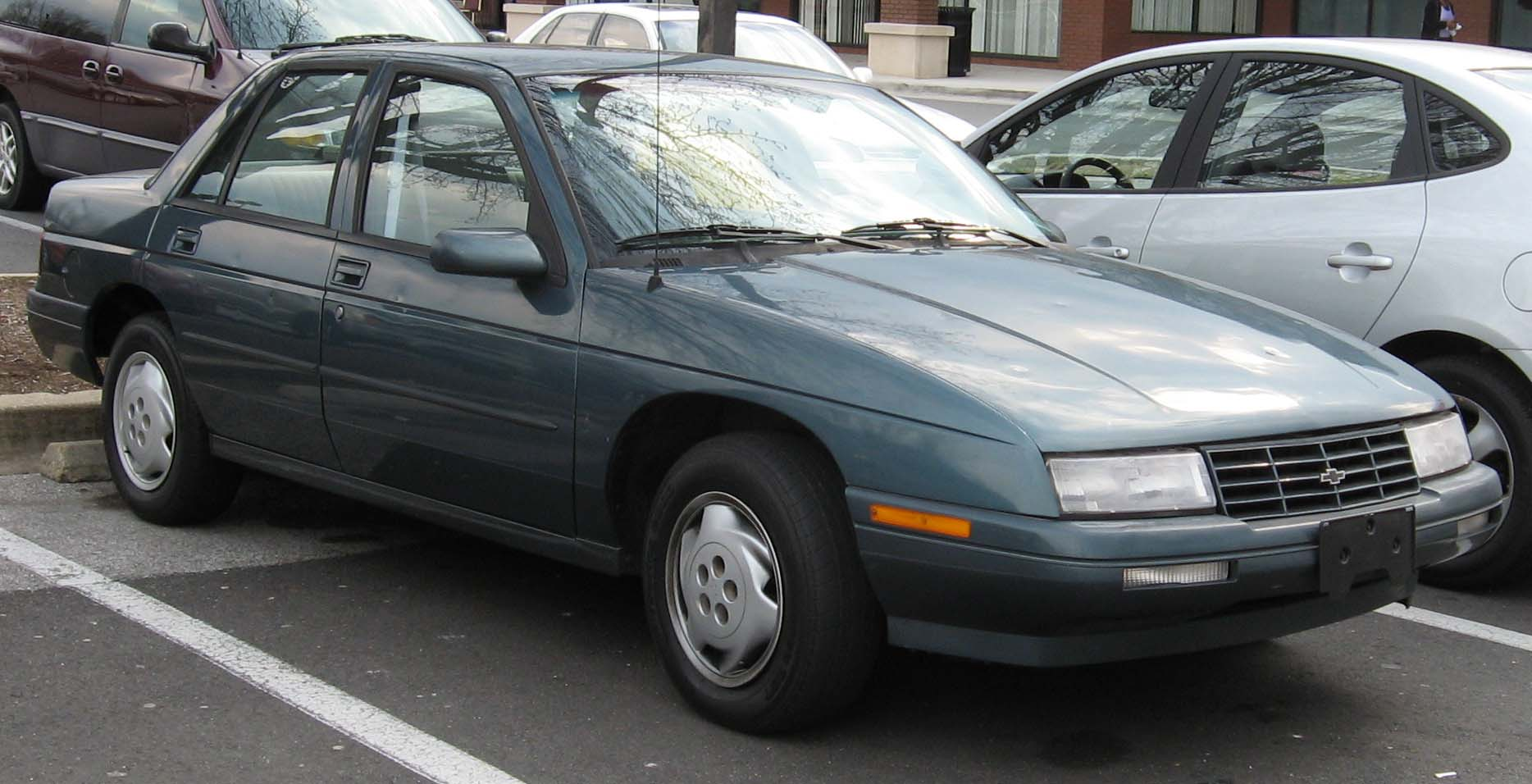
Chevrolet Corsica (1995–1996)

Bis zum Auslaufen der Produktion im Sommer 1996 erfolgten nur noch minimale Änderungen. Vom Corsica stellte Chevrolet in gut zehn Jahren insgesamt rund 1,64 Millionen Exemplare her, darunter 42.000 Fünftürer.